# 小行星8252
小行星8252（8252 Elkins-Tanton）是一颗绕太阳运转的小行星，为主小行星带小行星。该小行星于1981年3月发现。

## 轨道参数
小行星8252的轨道半长轴为342 180 648 km（2.2873038 UA），离心率为0.115。